# Blénod-lès-Pont-à-Mousson
Blénod-lès-Pont-à-Mousson là một xã trong vùng Grand Est, thuộc tỉnh Meurthe-et-Moselle, quận Nancy, tổng Dieulouard. Tọa độ địa lý của xã là 48° 53' vĩ độ bắc, 06° 02' kinh độ đông. Blénod-lès-Pont-à-Mousson nằm trên độ cao trung bình là 182 mét trên mực nước biển, có điểm thấp nhất là 179 mét và điểm cao nhất là 331 mét. Xã có diện tích 9,58 km², dân số vào thời điểm 2005 là 4556 người; mật độ dân số là 474,6 người/km².

## Thông tin nhân khẩu
| 1962  | 1968  | 1975  | 1982  | 1990  | 1999  |
| ----- | ----- | ----- | ----- | ----- | ----- |
| 3.067 | 3.802 | 4.074 | 4.553 | 4.768 | 4.899 |